# Cécile Renouard
 (novembre 2022).
Cécile Renouard, née en 1968, est une philosophe française, auteure de nombreux ouvrages sur la responsabilité éthique des entreprises et présidente-cofondatrice du Campus de la Transition,. Elle est également religieuse de l'Assomption.

## Biographie

### Jeunesse et études
Cécile Renouard est diplômée de l'ESSEC et docteur en philosophie pour une thèse défendue à l'École des hautes études en sciences sociales. Elle est également titulaire d’une licence canonique de théologie (Centre Sèvres) et d’une habilitation à diriger des recherches en philosophie.

### Parcours professionnel
Elle est professeur de philosophie aux Facultés Loyola Paris (faculté jésuite de Paris) ; elle enseigne aussi à l’École des mines de Paris et à l’ESSEC. Elle est directrice scientifique du programme de recherche « CODEV - Entreprises et développement », de l’Institut ESSEC Iréné, où elle étudie la mise en œuvre par les acteurs privés de leurs responsabilités éthiques et politiques.
Dans le cadre de partenariats avec des entreprises, ONG et agence publique de développement, elle a travaillé depuis 2006 sur l'évaluation et la mesure de la contribution des entreprises à la qualité du lien social et écologique, dans différents territoires (Nigéria, Inde, Indonésie, Mexique, France). Elle a notamment construit, avec Gaël Giraud et d’autres chercheurs, un indicateur de capacité relationnelle (RCI). Ses travaux actuels portent aussi sur les ressources éthiques et spirituelles, individuelles et collectives, favorisant une justice des communs.
Elle est cofondatrice et présidente du Campus de la Transition,, institution créée fin 2017 à Forges, en Seine-et-Marne, afin de former des étudiants et des professionnels à des modèles économiques et des modes de vie cohérents avec la transition écologique et sociale dans les territoires.
En 2019, le ministère de l’Enseignement supérieur, de la Recherche et de l’Innovation mandate le Campus pour rédiger un livre blanc sur la formation à la transition écologique et sociale dans l’enseignement supérieur. Cette commande aboutit au Manuel de la grande transition, sous-titré Former pour transformer, publié en 2020. Dans le cadre du groupe de réflexion #SauverLePrésent, qui réunit France Culture, la revue Usbek & Rica, Le Parisien et Les Échos Planète, elle participe aussi aux travaux visant à faire émerger les nouvelles formations à la transition écologique.
Elle est membre du conseil scientifique de la Fondation Nicolas-Hulot pour la nature et l'homme (FNH) et a été administratrice de l’Agence française de développement (2014-2017). Elle est également membre du Comité des Parties Prenantes d'EDF et de Michelin ; et conseillère à la rédaction de la revue Étvdes.

### Distinctions
- Chevalière de la Légion d'honneur[10]
- Officière de l'ordre national du Mérite[11]
- Membre associé de l'Académie royale de Belgique[12]

## Publications
- La Responsabilité éthique des multinationales, PUF, 2007
- Un monde possible. Les acteurs privés face à l’injustice, Seuil, 2008
- 20 Propositions pour réformer le capitalisme (codirigé avec Gaël Giraud), Flammarion, 2009 ; 2e édition en 2012
- Michael Walzer. L'art libéral du civisme, Temps Présent, 2010
- Éthique et entreprise, Éditions de l'Atelier, 2013 ; poche, 2015
- L’Entreprise au défi du climat (avec Frédéric Baule et Xavier Becquey), Éditions de l'Atelier, 2015
- Le Facteur 12. Pourquoi il faut plafonner les revenus (avec Gaël Giraud), Carnets Nord, 2012 ; 2e édition en 2017
- L'Entreprise comme commun (avec Swann Bommier), Éditions Charles Léopold Mayer, 2018
- Manuel de la Grande Transition (avec Rémi Beau, Christophe Goupil, Christian Koenig, Collectif FORTES), LLL, 2020[8] ; version Poche +, 2024
- Pédagogie de la transition (avec Frédérique Brossard Borhaug, Ronan le Cornec, Jonathan Dawson, Alexander Federau, Perrine Vandecastele, Nathanaël Wallenhorst), coll. « Petits Manuels de la grande transition », LLL, 2021
- Regards indisciplinés des SHS (avec Rémi Beau, Patrick Caron, Claude Compagnone, Bernard Hubert, Géraud Magrin, Charles François Mathis), coll. « Petits Manuels de la grande transition », LLL, 2023
- La Société Écologique : normes et relations (avec Rémi Beau, Christel Cournil, Kathia Martin-Chenut, Camila Perruso, Jean-Philippe Pierron, Lucile Schmid), coll. « Petits Manuels de la grande transition », LLL, 2023
- Rouvrir l'horizon : manifeste d'espérance engagée (avec Xavier de Bénazé), Editions Emmanuel, 2023